# Renault RE60
El Renault RE60 es un monoplaza de Fórmula 1 diseñado por Renault para la temporada 1985 de Fórmula 1. El RE60 sucede al Renault RE50 que participó en la temporada anterior. El francés Patrick Tambay y el británico Derek Warwick fueron los pilotos.
El coche era una evolución del RE50 de 1984, pilotado por el equipo que fue pionero en los motores turboalimentados en la Fórmula 1 en 1977. Si bien el equipo y el motor turbo de Renault finalmente lograron ganar carreras, nunca ganaron los campeonatos de constructores ni de pilotos.

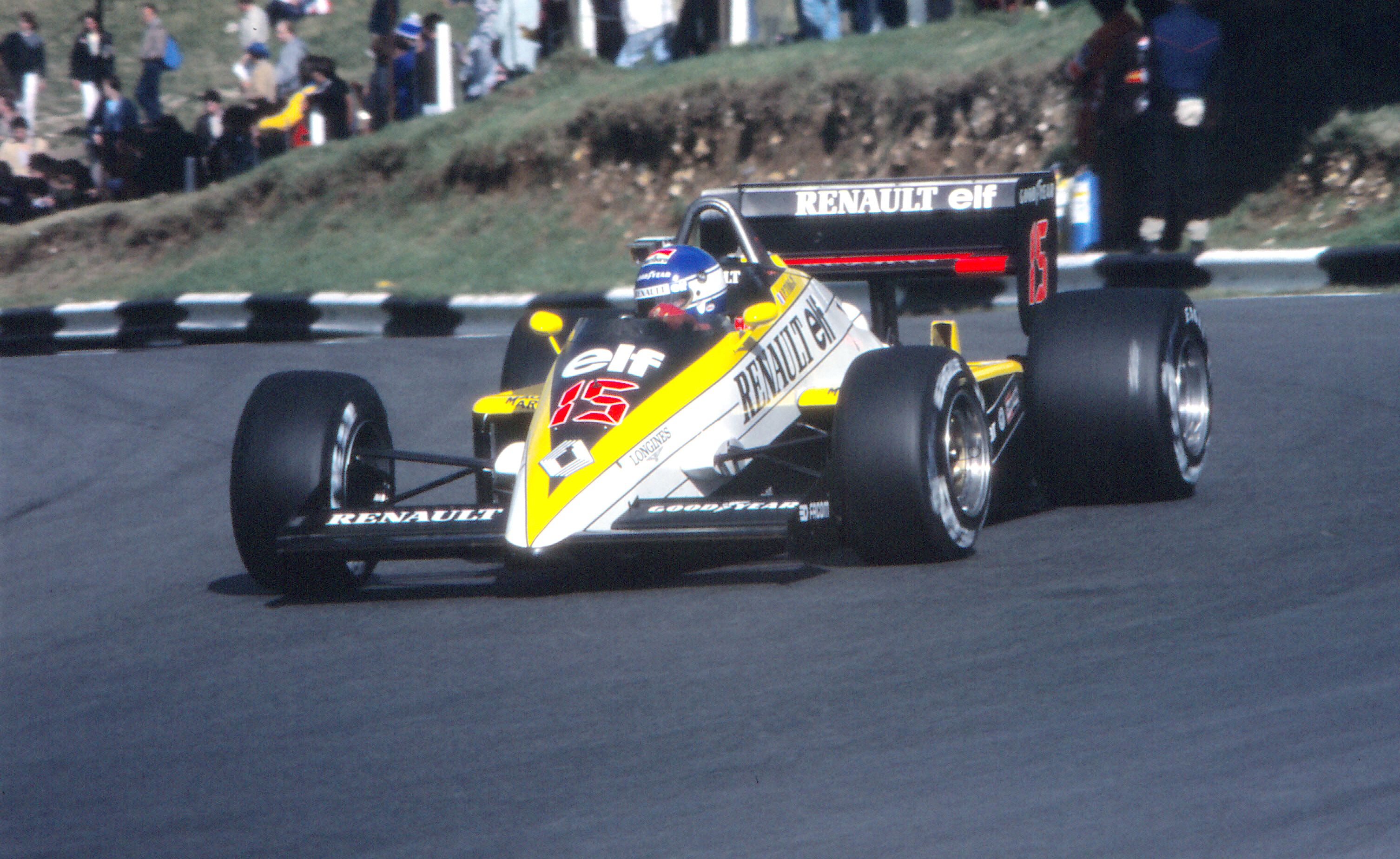
Patrick Tambay en el Gran Premio de Europa de 1985 con el Renault RE60.

El equipo se retiró del campeonato al finalizar la temporada, aunque siguió como proveedor de motores una temporada más.

## Resultados

### Fórmula 1
(Clave) (negrita indica pole position) (cursiva indica vuelta rápida)

| Año     | Motor           | Neu. | N.º | Pilotos        | 1   | 2   | 3   | 4   | 5   | 6   | 7   | 8   | 9   | 10  | 11  | 12  | 13  | 14  | 15  | 16  | Puntos | Pos. |
| ------- | --------------- | ---- | --- | -------------- | --- | --- | --- | --- | --- | --- | --- | --- | --- | --- | --- | --- | --- | --- | --- | --- | ------ | ---- |
| 1985    | Renault RE60 V6 | G    |     |                | BRA | POR | SMR | MON | CAN | USA | FRA | GBR | GER | AUT | NED | ITA | BEL | EUR | RSA | AUS | 16     | 7º   |
| 1985    | Renault RE60 V6 | G    | 15  | Patrick Tambay | 5   | 3   | 3   | Ret | 7   | Ret | 6   | Ret | Ret | 10  | Ret | 7   | Ret | 12  |     | Ret | 16     | 7º   |
| 1985    | Renault RE60 V6 | G    | 16  | Derek Warwick  | 10  | 7   | 10  | 5   | Ret | Ret | 7   | 5   | Ret | Ret | Ret | Ret | 6   | Ret |     | Ret | 16     | 7º   |
| Fuente: |                 |      |     |                |     |     |     |     |     |     |     |     |     |     |     |     |     |     |     |     |        |      |